# Jardín Botánico de San Vicente

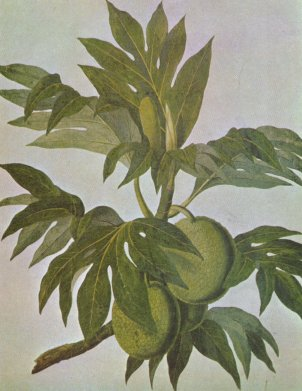
Dibujo del fruto del "árbol del pan"
por Sydney Parkinson.

El Jardín Botánico de San Vicente (en inglés: St Vincent Botanical Gardens) es un jardín botánico de 20 acres (81,000 m²) de extensión que se encuentra en Kingstown, San Vicente y las Granadinas. Es uno de los más antiguos del Hemisferio Occidental (precedido solamente por el Bartram's Garden en Filadelfia) y quizás el más antiguo del mundo tropical. En este jardín se están conservando especies de plantas raras desde el año 1765. Ubicado en el interior del jardín se encuentra el complejo de instalaciones del "Nicholas Wildlife Aviary" que mantiene un programa de cría en cautividad para conservar al vulnerable Loro de San Vicente. Su código de reconocimiento internacional como institución botánica, así como las siglas de su herbario es SVGRF.

## Localización
El jardín botánico de San Vicente se ubica a aproximadamente 1 milla  (1.6 km) de la capital, Kingstown a lo largo de la autovía "Leeward Highway". 
St Vincent and the Grenadines Botanic Gardens, Ministry of Agriculture, Industry & Labour, Kingstown, San Vicente y las Granadinas.13°10′0″N 61°14′0″O / 13.16667, -61.23333
- Promedio anual de lluvias: 1000 mm
- Altitud: 100.00 m s. n. m.

## Historia
A consecuencia de la Paz de París en (1763) el nuevo gobernador designado para las islas británicas del Caribe sur, Robert Melville, y el cirujano militar en San Vincente, George Young, decidieron crear un jardín botánico, para proporcionar sobre todo las plantas medicinales para los militares y mejorar la vida y la economía de la colonia. A principios del siglo XVIII se había puesto un gran énfasis en la introducción de las plantas valiosas y comerciales de las Indias Orientales en los jardines de Kew Gardens en Inglaterra que se enviarán más adelante a las zonas tropicales americanas. La Royal Society fomentó la introducción, el cultivo, y la difusión de las especies altamente estimadas. 
Robert Melville, anticipando la moderna etnobotánica, impulsó que "los curanderos del país, nativos con experiencia, e incluso los viejos Caribes y esclavos quienes hayan practicado curaciones puede valer la pena el tomarlos en consideración, y si usted piensa en cualquier momento que un secreto puede ser conseguido para realizar  una cura con pequeño costo, pagaré prontamente por él." El Departamento de guerra del Reino Unido y la Honourable East la India Company mandaron  semillas y las plantas procedentes de zonas tropicales de la India y Borneo Septentrional, Sabah, y Sarawak en las Indias orientales. Otras especies vinieron de fuentes francesas y del Caribe, por ejemplo cinamomo de Guadalupe y Grenada. De los jardines de Kew vinieron las semillas de procedencia China.
Bajo la dirección capaz y entusiástica de Young y de varios  sucesivos curadores, tanto británicos como franceses, el jardín botánico logró rápidamente una reputación envidiable y recibieron una amplia aclamación. Era una gran época para el intercambio de valiosas  plantas en el Caribe, procedentes desde la Guayana Francesa hasta  Jamaica. 

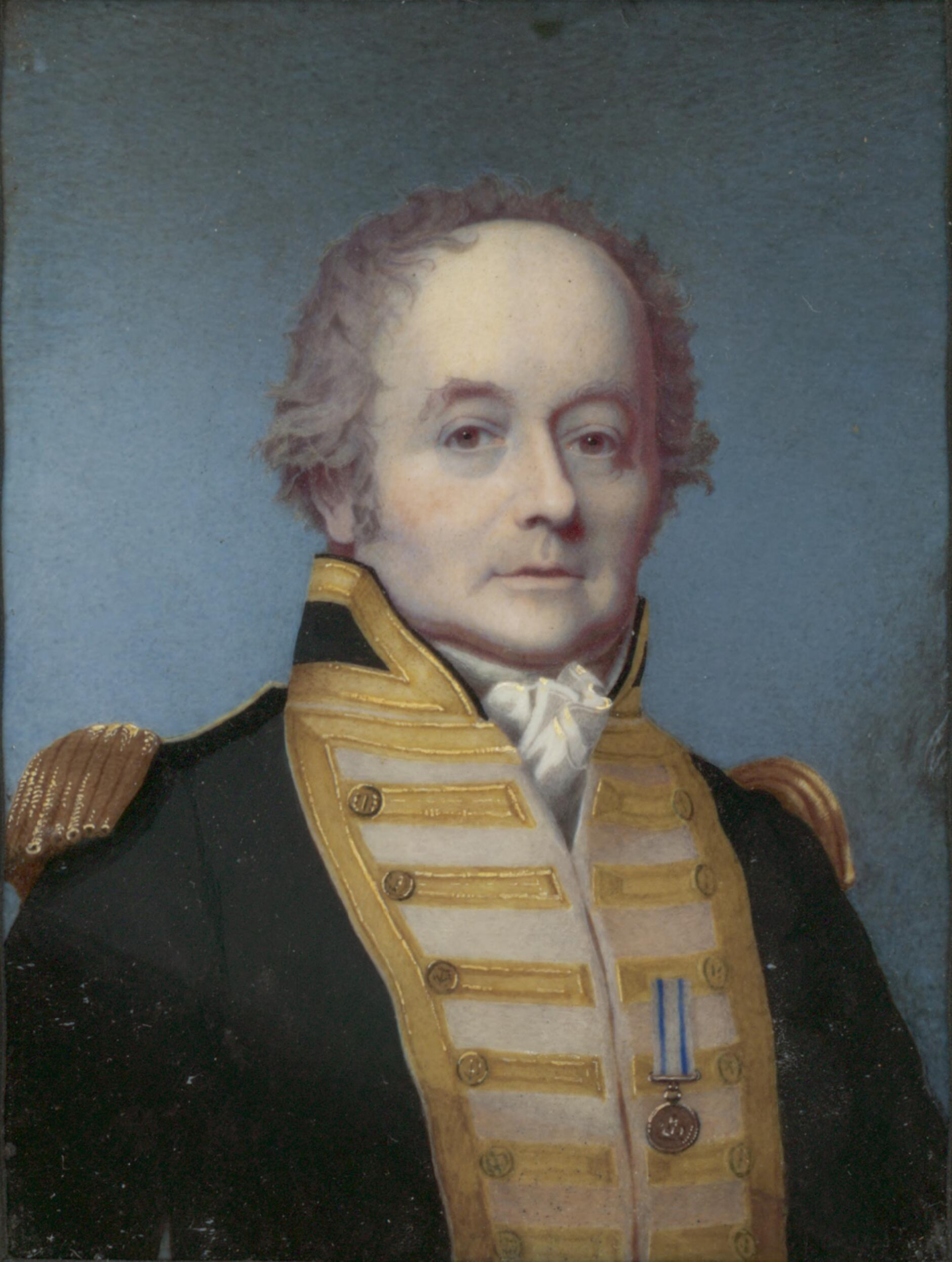
William Bligh, por Alexander Huey, 1814.

Entre la gran variedad de árboles y arbustos tropicales es un árbol del pan de la tercera generación, un vástago de la planta original traída por Capitán William Bligh (famoso por la Bounty) en 1793. Entre 1787 y 1788 el capitán Bligh hizo su viaje malogrado en la Bounty a Tahití para recoger árboles del pan y otras plantas útiles para las Antillas. Impávido por el notorio motín de la Bounty de su primera tripulación, Bligh fijó otra vez la vela para Tahití a bordo del HMS Providence en 1791. Bligh terminó su misión en Kingstown, St. Vincent el 23 de enero de 1793 con las plantas de los Mares del Sur.
El curador del jardín botánico tomó un gran cuidado de estas plantas, y el éxito de todos esos esfuerzos es evidente en la extensa distribución de árboles del pan, la planta de alimento más útil en las Antillas. 
La primera mitad del siglo XIX fue una época de escasez para los jardines botánicos coloniales. Antes de 1850, debido a una carencia de interés y mantenimiento, el jardín de San Vincente había caído en mal estado. Esfuerzos locales en San Vincente iniciados en 1884 comenzaron a restablecer los jardines; para 1890 el trabajo fue reactivado como parte de un esquema agrícola y botánico más amplio.
Los jardín botánico pronto recuperó su gloria y belleza anteriores, y las colecciones de plantas fueron recuperadas. Considerable atención fue prestada al trabajo experimental en el jardín para las plantas de cosecha de interés económico hasta 1944 (algodón, maranta, grano de cacao y caña de azúcar). La disposición de los jardines restablecidos fue mejorada mediante la construcción de un pequeño templo dórico, por la construcción de carreteras y mediante la introducción continua de plantas para mantener y para agregar a la colección. Después de 240 años el jardín botánico sigue siendo actualmente una toma de contacto hermosa y tranquila con la historia de Saint Vincent and the Grenadines.

## Colecciones
El jardín botánico alberga 500 taxones en cultivo.
Hay colecciones especiales de las familias, Acanthaceae, Agacaceae, Anacardiaceae, Annonaceae, Apocynaceae, Bignoniaceae, Euphorbiaceae, Lecythidaceae, Fabaceae, Mimosaceae, Malpighiaceae, Malvaceae, Meliaceae, Moraceae, Myrtaceae, Palmae (25 spp.), Rubiaceae, Verbenaceae, Zingiberaceae, 
El género Hibiscus sp
El jardín botánico ofrece una atractiva presentación. Es un lugar para las bodas, fotografía, celebraciones de familia, el estudio y otros acontecimientos especiales. Una señal histórica de  significación nacional, regional y global importante.

## El "Nicholas Wildlife Aviary Complex"

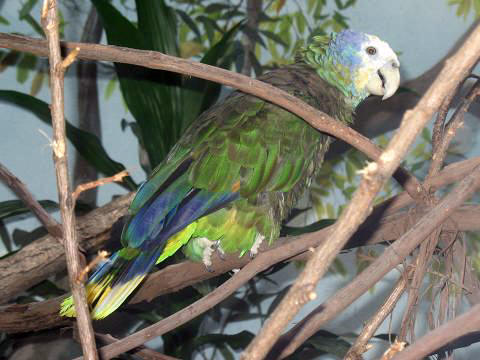
El Loro de San Vicente.

El complejo de la pajarera de la fauna Silvestre de Nicholas, situado dentro de los jardines, mantiene un programa de cría en cautividad para conservar al vulnerable "Loro de San Vincente", “Amazona guildingii”, el pájaro nacional. Estos loros endémicos pueden ser encontrados en el medio natural salvaje y también en la pajarera. 